# Madesimo
Madesimo är en ort och kommun i provinsen Sondrio i regionen Lombardiet i Italien. Kommunen hade 525 invånare (2018).